# Louis von Fisenne (1874-1939)
Jhr. Louis Eugène Marie von Fisenne (Rijswijk, 20 januari 1874 - aldaar, 5 april 1939) was een Nederlands politicus en advocaat uit het adellijke geslacht Von Fisenne.

## Biografie
Louis von Fisenne werd geboren op de Rijswijkse burcht Den Burch als zoon van Pieter von Fisenne, die later wethouder en lid van de Eerste Kamer werd. Na zijn studie rechten in 1899 in Leiden afgerond te hebben, werd Von Fisenne lid van de Gedeputeerde Staten van Zuid-Holland. Hij bleef dit 34 jaar, waarvan 32 jaar ook als lid van de Provinciale Staten. Von Fisenne was daarnaast president van de hoofdraad der Vereniging van de Heilige Vincentius à Paulo.
Op 3 september 1907 trouwde Louis von Fisenne met Johanna Paulina van Lanschot, met wie hij 10 kinderen kreeg. Het gezin, waaronder Louis Maria Emile von Fisenne (1911-1990), betrok in 1920 Den Burch.
Louis von Fisenne is op 11 april 1939 bijgezet in het familiegraf op de begraafplaats van de Sint-Bonifatiuskerk in Rijswijk.

## Onderscheidingen
Louis von Fisenne is onderscheiden tot commandeur in de orde van Oranje-Nassau, ridder in de orde van de Nederlandse Leeuw en de Orde van Sint-Gregorius de Grote.